# Campeonato Mundial de Biatlón de 2027
El LIX Campeonato Mundial de Biatlón se celebrará en Otepää (Estonia) en el año 2027 bajo la organización de la Unión Internacional de Biatlón (IBU) y la Federación Estonia de Biatlón.